# Bande de progression de vol

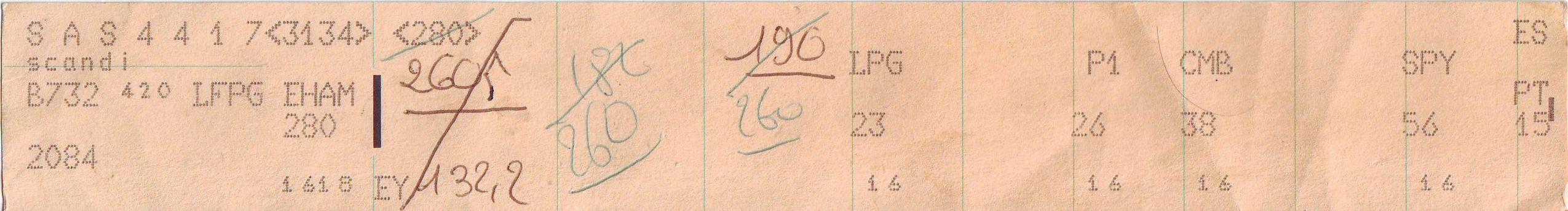
Une bande de progression de vol utilisée lors d'une simulation d'entraînement à l'ENAC

Une bande de progression de vol, plus couramment appelée strip (flight strip en anglais) est une bande de papier semi-rigide sur laquelle sont imprimées des informations issues du plan de vol d'un aéronef, et qui sert de support de travail à un contrôleur aérien. Elle est parfois remplacée par des bandes virtuelles sur ordinateurs tactiles comme c'est le cas à l'aéroport international de Dubaï ce qui évite les ratures.
Le principe des bandes de progression est très répandu à travers le monde, mais leur contenu, leur format, leur classement et leur utilisation varient radicalement selon les types de contrôle aérien et les méthodes de travail locales. Par exemple,  dans la tour de contrôle des parkings (apron tower) de l'aéroport de Copenhague, chaque bande de progression représente un avion avec les informations correspondant au vol assuré lorsque l'avion est arrivé (indicatif, horaire d'arrivée) et au vol assuré lorsqu'il partira (indicatif, horaire de départ), et les bandes de progression sont classées par numéro de porte d'aérogare. À l'inverse, dans certains centres de contrôle régional chaque bande de progression représente le passage d'un avion à un point de croisement, et  les bandes de progression sont classées verticalement par ordre de passage, constituant autant de colonnes qu'il y a de points de croisement dans l'espace contrôlé.
Les bandes de progression disparaissent progressivement avec l'informatisation croissante du contrôle aérien. Toutefois la disparition est lente. Une cause de cette lenteur est la complexité des projets informatiques dans le domaine du contrôle aérien. Une autre cause est la difficulté à gérer les changements de méthode de travail qu'imposent des outils informatiques qui ne reproduisent pas toutes les caractéristiques du papier en matière de cognition humaine. L'absence de mesure universellement reconnue de la sécurité et de la performance dans le travail des contrôleurs aérien vient compliquer cette situation, car elle rend difficile la prévision des conséquences d'un changement d'outil.